# 멸악산맥
멸악산맥(滅惡山脈, Myorak Mountains)은 평안남도·황해도·함경남도·강원도의 도계 부근, 랑림산맥의 남부에서 시작하여 서주하면서 멸악산(816ｍ)·장수산(747ｍ)을 일으키는 산맥이다. 그리고 그 서부는 장연(長淵) 장산곶(長山串)을 이루고, 그 말단은 바다에 빠졌다가 그 여세가 다시 중국의 산둥반도에 나타난다. 지질은 주로 상원계(祥原系)의 규암이고 그 북사면은 주요 광산지대를 이루고 있다.
황해도는 북동동에서 남서서 방향의 멸악산맥이 중앙으로 달리는 까닭에, 이 산맥에 의해 남북으로 다시 지역구분이 된다. 북쪽은 황북(黃北)에 해당하지만, 재령강과 대동강 유역을 중심으로 평안남도와 결합되고 있는 까닭에 황평지역(黃平地域)으로 통용된다. 이에 대하여 멸악산맥 이남은 황남지역(黃南地域)으로 통용되지만, 지리적 특성은 경기 지방과 유사한 중부 지방의 성격을 안고 있다.
연평균기온은 10℃ 내외이고 연평균 강수량은 1,000㎜ 내외이며, 광량만 일대는 우리나라에서 일조시수가 많고 강수량은 극히 적은 지역이다. 이 까닭에 황해도 해안에서는 천일제염업이 발달하였다. 멸악산맥은 대체로 9월 평균 18℃의 등온선과 일치하므로 이남의 황남지역은 경기 지방과 같이 중생종(中生種)이 재배되지만, 북쪽의 황평지역은 조생종(早生種)이 재배된다.

## 같이 보기
- 멸악산
- 장수산
- 랑림산맥